# سيلينة بورية
السيلينة البورية[بحاجة لمصدر] أو السيلين البوري (باللاتينية: Silene boryi) نوع نباتي يتبع جنس السيلينة من الفصيلة القرنفلية. سميت نسبة إلى العالم الفرنسي جان باتيست بوري (بالفرنسية: Jean Baptiste Bory de Saint-Vincent)‏.

## الموئل والانتشار
موطنها الجبال العالية في المغرب العربي وإسبانيا والبرتغال.